# غيرترود أور
غيرترود أور (بالإنجليزية: Gertrude Orr)‏ هي كاتبة سيناريو أمريكية، ولدت في 17 يناير 1891 في كوفينغتون في الولايات المتحدة، وتوفيت في 1 أغسطس 1971 في واشنطن العاصمة في الولايات المتحدة.

## وصلات خارجية
- غيرترود أور على موقع IMDb (الإنجليزية)
- غيرترود أور على موقع قاعدة بيانات الفيلم (الإنجليزية)